# Точка росы (группа)
То́чка росы́ — российская рок-группа. Лидер — Алексей Колодицкий.

## История
Группа образовалась в Москве. Датой рождения группы считается 11 мая 1997 года. В том же году был записан первый альбом «Небо». В 1998 году на песню «Как та звезда» был снят клип, попавший в ротацию «MTV» (а также «Муз-ТВ», «ОРТ» и «РТР»), несколько песен с дебютного альбома попадают в эфир радиостанций «Максимум», «Русское радио», «Радио 101», популярность группы растёт.
В 1999 году совместно с группой «АукцЫон» группа записывает макси-сингл «10 минут от вокзала», снимает видео на несколько песен. Начинает активную гастрольную деятельность.
В 2000 году группа записывает макси-сингл «Жёлтый альбом», снимает видео на композицию «300 шагов».
В 2002 году записывается и издаётся альбом «Два ветра». В 2006—2011 годах группа ведет активную концертную деятельность, пишутся новые песни.
В 2010 году, 10 июля, группа «Точка Росы» выступила на фестивале «Нашествие-2010» (в 18:15, на Позитивной сцене); а в 2011 году — соответственно, на «Нашествии-2011».
В 2012—2013 годах готовится к выходу новый альбом.
В 2014 году у группы вышел новый альбом «Песни порванных струн». Альбом был записан без использования электрических инструментов на 1 микрофон.

## Состав
- Алексей Колодицкий — вокал, гитара;
- Олег «Шульц» Шлосс — гитара, мандолина, домра;
- Дмитрий «Дед» Петров — бас-гитара, контрабас;
- Александр Виажский — ударные, перкуссия;
- Сергей Крылов (сессионно записывал ударные и перкуссию на первом альбоме);
- Илья Чичерин — кларнет, саксофон;

- Денис Абрамыч — клавишные, аккордеон;
- Александр Дьяконов — звук.

А также:
- Наталья Островская — вокал;
- Василий Пономарев-Полянский — саксофон;
- Андрей Сенин — тенор-гитара;
- Николай Матвеев — труба.

## Дискография
- «Небо», 1998 год. Согласно журналу «Fuzz», «достаточно однородный поп-альбом с нейтральными мелодиями и очень невнятным вокалом», идейно несколько похоже на «Сплин».[2]
- «Жёлтый альбом», сингл, 2000 год.
- «Два ветра», 2002 год. Согласно сайту «Музыка KM.RU», «хрупкий продукт беспомощных столичных идеалистов», которые «скудными выразительными средствами» «творят свой маленький призрачный мир».[3]

- В 2010 году проанонсирован выход сингла «Маша»[4].
- В 2014 году вышел альбом «Песни порванных струн».